# Калитюк Сергій Миколайович
Сергі́й Микола́йович Калитю́к — український військовик, десантник, молодший сержант Збройних сил України, учасник російсько-української війни.

## Життєвий шлях
Народився у Дніпрі (на той час — Дніпропетровськ). З 2013 — на військовій службі за контрактом, служив на посаді командира гармати.
Командир відділення батареї артилерійської групи 25-ї окремої Дніпропетровської повітрянодесантної бригади ВДВ, військова частина А1126, смт Гвардійське.
Хотів вчитися, аби стати офіцером. Але у зв'язку з російською збройною агресією проти України, у березні 2014 в складі свого підрозділу відбув у Донецьку область на кордон з РФ, в район м. Амвросіївка. У квітні виконував завдання в районі Краматорська і Слов'янська, 4 червня десантники звільнили від терористів місто Лиман (на той час — Красний Лиман).
19 червня о 4:00 почалась військова операція, метою якої було висування в глибину території, знищення укріплень бойовиків у районі смт Ямпіль та визволення населених пунктів. З Красного Лиману вирушили підрозділи десантників, які мали завдання здобути штурмом укріплений блокпост «Марс» російсько-терористичних угруповань, провести «зачистку» в передмісті Ямполя, захопити й утримувати ключові точки, зокрема міст через Сіверський Донець. На світанку сили зведеного штурмового загону десантників вийшли виконувати завдання за підтримки артилерії. Перший штурм був невдалим, — десантники потрапили в засідку. Терористи пропустили дві машини колони і підірвали на керованому фугасі третю — машину управління 1В119 «Реостат». Внаслідок вибуху командир батареї Роман Прищепа дістав поранення в шию, механіку-водію Антону Воленку відірвало руку, старший сержант Максим Коваль дістав осколкові поранення, інші — контузії. Молодший Сержант Калитюк зазнав контузії, але зістрибнув з машини в бік лісосмуги й почав вести бій. Повернувшись до машини, знайшов пораненого товариша Максима Коваля, зробив йому укол і покликав медика. Під час наступного обстрілу Максим загинув від кулі снайпера в голову, разом із санінструктором Андрієм Литвиненком, Калитюк дістав одну кулю в голову (вона пошкодила череп над лівим оком) та кілька кульових поранень у спину, внаслідок яких не міг володіти ногами. Чотири 9-міліметрові кулі пошкодили праву лопатку, пробили легеню, печінку, лімфовузол, ребра, зачепили хребет. У підбитому з гранатомета КамАЗі зенітників загинули начштабу дивізіону Андрій Клочко і ще один десантник. Втратили дві БМД-1. Після півторагодинного бою довелось відступити. На допомогу вилетіла пара Су-25. Перегрупувавшись, поповнивши боєкомплект, десантники знову пішли на штурм. Спільними зусиллями блокпост здобули. У бою загинули шість бійців 25-ї бригади: капітан Андрій Клочко, старший прапорщик Юрій Голополосов, прапорщик Микола Люшенко, старший сержант Максим Коваль, молодший сержант Віталій Мосьпан і солдат медроти Андрій Литвиненко, а також двоє десантників 95-ї бригади капітан Олексій Крементар і старший солдат Олексій Шевченко.
Визволення населених пунктів Лиманського району (на той час — Краснолиманський район) і взяття під контроль мосту дозволило перекрити останній шлях постачання зброї та боєприпасів до угруповання російського терориста Гіркіна («Стрєлка») у Слов'янськ.
Калитюка на БМД вивезли з поля бою, далі евакуювали гелікоптером. Прокинувся в госпіталі весь перев'язаний, із трубкою в носі. Після термінової медичної допомоги прикутий до ліжка. У реанімації пробув 1 місяць і 10 днів. Лікувався у військовому госпіталі Львова, через три тижні вийняли третю кулю з-під лопатки — раніше не могли витягти через важкий стан Сергія. Згодом пересів в інвалідний візок, хребет травмований, але спинний мозок не ушкоджено, мають поставити титанові пластини.
Тамара, мама Сергія, зауважує, що небайдужі люди шлють грошові перекази на лікування звідусіль: з усієї України, Петербурга, заробітчани з Італії.
Почав грати в настільний теніс. У цьому Сергію допомагав Віктор Дідух — чемпіон світу з настільного тенісу серед паралімпійців. Завдяки допомозі людей купили машину, переробили її на ручне керування і Сергій вже самостійно їздив на тренування у Жовкву. Потім декілька місяців був на реабілітації в Запорізькій області. Повернувся до Львова, де почалося його нове життя, вирішив залишитись там жити. З державного бюджету виділяють кошти на придбання квартири, знайшлися спонсори, за допомогою яких можна придбати більшу площу. Заручився з дівчиною-волонтером, та планував одружитися, але в 11-му місяці 2016 року розлучилися. Має в планах навчання у Львівській політехніці.
Згодом Сергій вирішив спробувати свої сили на національному відборі на «Ігри нескорених». У складі команди їздив на Ігри Нескорених—2017 у Торонто, а на змаганнях 2022 року в Нідерландах Сергій з партнерами виборов командне срібло у стрільбі з лука. Паралельно займається також кульовою стрільбою, у якій здобув золото на Іграх воїнів у США 2022 року.

## Нагороди
26 липня 2014 року — за особисту мужність і героїзм, виявлені у захисті державного суверенітету та територіальної цілісності України, відзначений — нагороджений орденом «За мужність» III ступеня.